# (7741) Fedoseev
(7741) Fedoseev es un asteroide perteneciente al cinturón de asteroides, descubierto el 1 de septiembre de 1983 por Liudmila Karachkina desde el Observatorio Astrofísico de Crimea (República de Crimea).

## Designación y nombre
Designado provisionalmente como 1983 RR4. Fue nombrado Fedoseev en honor al director de orquesta soviético ruso Vladímir Fedoséyev. Ha sido director artístico de la orquesta sinfónica de Tchaikovsky en Moscú desde el año 1974.

## Características orbitales
Fedoseev está situado a una distancia media del Sol de 2,371 ua, pudiendo alejarse hasta 2,810 ua y acercarse hasta 1,931 ua. Su excentricidad es 0,185 y la inclinación orbital 13,91 grados. Emplea 1333 días en completar una órbita alrededor del Sol.

## Características físicas
La magnitud absoluta de Fedoseev es 13,2. Tiene 5,225 km de diámetro y su albedo se estima en 0,28.